# Бензинска станица
Бензинска станица, бензинска пумпа или само пумпа, је објекат који служи за сипање горива за моторна возила. Најчешћа горива која се продају су моторни бензин и дизел.
Постоје посебне станице које служе за пуњење акумулатора и генерално продају електричне енергије које се зову акумулаторске станице. На већини бензинских станица могуће су и многе друге активности уско повезане са сипањем горива:
- куповина опреме за аутомобиле (нпр. уље за мотор)
- пумпање гума
- прање ветробрана
- куповина хране, пића, новина и осталих артикала који се могу наћи у обичним маркетима